# Zpívej
Zpívej (v anglickém originále Sing) je americký animovaný komediální film z roku 2016, produkovaný Illumination Entertainment a distribuovaný Universal Pictures. Režie a scénáře se ujal Garth Jennings. Své hlasy do filmu propůjčili Matthew McConaughey, Reese Witherspoonová, Seth MacFarlane, Scarlett Johanssonová, John C. Reilly, Taron Egerton a Tori Kelly. Do české verze své hlasy propůjčili Libor Bouček, Ewa Farná a Jan Maxián. Původní skladba snímku je písnička „Faith“ od Stevieho Wondera a Ariany Grande. Film měl premiéru 21. prosince 2016 a v českých kinech o den později.

## Děj
Hlavní postavou filmu je koala jménem Buster Moon, který vlastní divadlo. Obliba jeho scény však klesá a naopak dluhy stoupají. Ani jeho přítel - ovce Eddie - pro něj nemá lepší radu než divadlo prostě prodat. Bezradný Buster vše vsadí na jednu kartu a rozhodne se uspořádat velkolepou pěveckou soutěž. Jeho sekretářka - chameleonka mrs. Crawly - však omylem vytiskne na letáky chybnou výši finanční odměny pro vítěze. O zájem je sice postaráno, ale Buster může nabídnout jen pouhý zlomeček slibované ceny a netuší, jak získat zbytek. Jeho příběh se však ještě prolíná s dalšími osudy jeho pěti soutěžících: Johnnho, Rositiným, Meeniným, Mikovým a Ashiným.
Gorila Johnny je teenager, který se nemůže shodnout se svým otcem, proslulým gangsterem, v tom, co by měl v životě dělat. Johnny svou velkou zálibu v hudbě před svým otcem tají a Busterovu soutěž bere jako šanci, konečně nějak zužitkovat svůj talent. Když však kvůli zkoušce vystoupení jeho otce zavřou do vězení, zdá se být neexistující finanční odměna jedinou možností, jak si ho udobřit.
Prase Rosita, je matka pětadvaceti malých, nezbedných selat, o kterou se její manžel Norman zajímá jen když se jí ptá, kde jsou klíče od auta. Rosita je však velmi nadaná zpěvačka a do Bustrovy soutěže se přihlásí, aby konečně mohla dělat to, co má ráda ona. V jeho divadle je přiřazena k vepři Guntrovi, který má za úkol naučit ji tančit a uvolnit se. Co se ale stane, když bude pětadvacet zlobivých dětí nehlídaných?
Slonice Meena je mladá dívka, která nadevše miluje hudbu a nenašla by nikoho, kdo by si nezamiloval její překrásný hlas. Bohužel se s ním jinde než doma neumí předvést. Je ohromně stydlivá. Do Bustrovy soutěže ji pošle její činorodá rodina, která do ní vkládá veškeré naděje. To však Meenu vystresuje ještě víc. Nakonec nikdo v divadle netuší, že se Meena nejen původně chtěla do soutěže přihlásit jako soutěžící, ale i že umí zpívat. Jak Meena ostatní přesvědčí o svém talentu, když před nimi zpívat nedokáže?
Myšák Mike je pouliční jazzový muzikant, hrající na saxofon. Je sice velmi talentovaný hudebník a zpěvák, ale zároveň také ctižádostivý, zlomyslný a nečestný. Neštítí se skoro ničeho, aby se dostal k penězům. A Bustrovu soutěž bere právě jako příležitost, se k nim dostat. Aby si získal oblibu, slávu, peníze, či přízeň Nancy - myši která se mu líbí, dopustil se podvodu, který může splatit jen dvěma věcmi: buď vlastní kůží, nebo smyšlenou hlavní cenou soutěže.
Dikobrazka Ash je náctiletá rockerka, která je v kapele se svým přítelem Lancem. Hudbu má ohromně ráda a za možnost hrát před skutečným publikem by dala cokoliv. Lance ji však stále odstrkuje do stínu, zadupává do země její talent a snaží se strhnout všechnu slávu na sebe. Ash ho má však příliš ráda, než aby to viděla. Bustrovy soutěže se chtěla zúčastnit i s ním a odměnu využít pro ně pro oba. Buster Moon sice v Ash spatří schopnou zpěvačku ale Lance do soutěže přijmout odmítne. Lance a jeho ego si nenechají tuto potupu jen tak líbit a Lance začne Ash podvádět s jinou dívkou - s Becky. Když to divoška Ash zjistí, pozbude všechno své sebevědomí a uzavře se do sebe. Jestliže zjistí, že jí lže i Buster Moon, bude vůbec ochotná ještě někdy hrát?
(zajímavost: Podle děje filmu je autorkou písně Set it all free právě Ash.)

## Obsazení
| Matthew McConaughey   | Buster Moon,          |
| Reese Witherspoonová  | Rosita                |
| Seth MacFarlane       | Mike                  |
| Scarlett Johanssonová | Ash                   |
| John C. Reilly        | Eddie Noodleman       |
| Tori Kelly            | Meena                 |
| Taron Egerton         | Johnny                |
| Nick Kroll            | Gunter                |
| Nick Offerman         | Norman                |
| Garth Jennings        | Karen Crawly          |
| Peter Serafinowicz    | Velký taťka           |
| Beck Bennett          | Lance, porcupine      |
| Leslie Jones          | matka Meeny           |
| Jay Pharoah           | děda Meeny            |
| Jennifer Saunders     | slečna Nana Noodleman |
| Jennifer Hudson       | malá Nana Noodleman   |
| Rhea Perlman          | Judith                |
| Laraine Newman        | babička Meeny         |
| Bill Farmer           | novinář               |
| Adam Buxton           | Stan                  |
| Brad Morris           | Baboon                |

Malá prasátka namluvili Oscar Jennings, Leo Jennings, Caspar Jennings a Asa Jennings. Režiséři Wes Anderson, Garth Jennings, Chris Renaud a Edgar Wright propůjčili své hlasy různým postavám v cameo rolích.

### Dabing
| Libor Bouček     | Buster Moon   |
| Ewa Farná        | Ash           |
| Jan Maxián       | Lance         |
| Anna Brousková   | Rosita        |
| Viktor Dvořák    | Mike          |
| Petr Lněnička    | Eddie         |
| Michal Holán     | Johnny        |
| Jana Zenáhlíková | Meena         |
| Sandra Pogodová  | slečna Nana   |
| Pavel Tesař      | Crawly        |
| Jiří Schwarz     | Velký taťka   |
| Radek Kuchař     | Gunter        |
| Pavel Vondra     | děda Meeny    |
| Tomáš Juřička    | Norman        |
| Zuzana Slavíková | máma Meeny    |
| Jana Postlerová  | babička Meeny |

Další hlasy poskytli: Pavel Rímský, Zbyšek Horák, Ludvík Král, Petr Neskusil, Jiří Ployhar, Svatopluk Schuller, Šimon Fikar, Terezie Taberyová, Jiří Valšuba, Bohuslav Kalva.

## Soundtrack
Soundtrackové album bylo vydáno 21. prosince 2016. Filmovou hudbu složil Joby Talbot. Prvním singlem se stala písnička „Faith“ a druhým „Set It All Free“.
| Sing: Original Motion Picture Soundtrack | Sing: Original Motion Picture Soundtrack | Sing: Original Motion Picture Soundtrack | Sing: Original Motion Picture Soundtrack                          | Sing: Original Motion Picture Soundtrack |
| Pořadí                                   | Název                                    | Hudba                                    | Text                                                              | Délka                                    |
| ---------------------------------------- | ---------------------------------------- | ---------------------------------------- | ----------------------------------------------------------------- | ---------------------------------------- |
| 1.                                       | Faith                                    | Stevie Wonder feat. Ariana Grande        | Ryan Tedder, Benny Blanco                                         | 2:42                                     |
| 2.                                       | Gimme Some Lovin'                        | The Spencer Davis Group                  | Stevie Winwood, Spencer Davis, Muff Winwood                       | 2:54                                     |
| 3.                                       | The Way I Feel Inside                    | Taron Egerton                            | Rod Argent                                                        | 1:28                                     |
| 4.                                       | Let's Face the Music and Dance           | Seth MacFarlane                          | Irving Berlin                                                     | 2:54                                     |
| 5.                                       | I Don't Wanna                            | Scarlett Johanssonová a Beck Bennett     |                                                                   | 1:24                                     |
| 6.                                       | Venus                                    | Reese Witherspoonová a Nick Kroll        | Robbie van Leeuwen                                                | 2:30                                     |
| 7.                                       | Auditions                                | Obsazení filmu Zpívej                    |                                                                   | 2:47                                     |
| 8.                                       | Bamboléo                                 | Gipsy Kings                              | Tonino Baliardo, Chico Bouchikhi,Nicolas Reyes                    | 3:25                                     |
| 9.                                       | Hallelujah                               | Tori Kelly                               | Leonard Cohen                                                     | 3:27                                     |
| 10.                                      | Under Pressure                           | Queen feat. David Bowie                  | Freddie Mercury, Brian May,Roger Taylor, John Deacon, David Bowie | 4:05                                     |
| 11.                                      | Shake It Off                             | Nick Kroll a Reese Witherspoonová        | Taylor Swift, Max Martin, Shellback                               | 2:00                                     |
| 12.                                      | I'm Still Standing                       | Taron Egerton                            | Elton John (hudba), Bernie Taupin (text)                          | 3:07                                     |
| 13.                                      | Set It All Free                          | Scarlett Johanssonová                    | Dave Bassett                                                      | 3:34                                     |
| 14.                                      | My Way                                   | Seth MacFarlane                          | Paul Anka, Claude François, Jacques Revaux, Gilles Thibault       | 4:16                                     |
| 15.                                      | Don't You Woory 'bout a Thing            | Tori Kelly                               | Stevie Wonder                                                     | 4:01                                     |
| 16.                                      | Golden Slumbers / Carry That Weight      | Jennifer Hudson                          | Lennon McCartney                                                  | 3:40                                     |

## Produkce
V lednu 2014 bylo oznámeno, že Garth Jennings bude psát scénář a bude režírovat animovanou komedii pro Universal Pictures a Illumination Entertainment o „odvaze, soutěživosti a udržení tónu“.Původně se flm měl jmenovat Lunch (v české jazyce: Oběd), později byl přejmenován na Sing (v českém jazyce: Zpívej). V lednu 2015 se k projektu připojil Matthew McConaughey, v červnu John C. Reilly a v listopadu zbytek obsazení.

## Vydání
11. září 2016 byl film promítán na Torontském filmovém festivalu. Premiéru ve Spojených státech amerických měl 21. prosince 2016 a v České republice 22. prosince 2016.

## Přijetí

### Tržby
Za první tři promítací dny snímek vydělal 33,7 milionů dolarů v Severní Americe a 17 milionů dolarů v ostatních oblastech. Celkové celosvětové tržby činí 634,2 milionů dolarů. Rozpočet filmu činil 75 milionů dolarů. V Severní Americe byl oficiálně uveden 21 . května 2016, společně s filmy Pasažéři a Assassin's Creed. Za čtvrteční večer snímek vydělal 1,7 milionů dolarů.

### Recenze
Na recenzní stránce Rotten Tomatoes získal ze 102 započtených recenzí 72 procent s průměrným ratingem 6,5 bodů z deseti. Na serveru Metacritic snímek získal z 32 recenzí 60 bodů ze sta. Na Česko-Slovenské filmové databázi snímek získal 78%.

## Ocenění a nominace na ceny
| Ocenění      | Datum ceremoniálu | Kategorie                         | Nominovaný                                                       |
| ------------ | ----------------- | --------------------------------- | ---------------------------------------------------------------- |
| Annie Awards | 4. února 2017     | Nejlepší hudba v animovaném filmu | Joby Talbot                                                      |
| Zlatý glóbus | 8. ledna 2017     | Nejlepší animovaný film           | Zpívej                                                           |
| Zlatý glóbus | 8. ledna 2017     | Nejlepší původní skladb           | „Faith“ – Ryan Tedder, Stevie Wonder a Francis Farewell Starlite |